# Big Rock
Big Rock es una villa ubicada en el condado de Kane en el estado estadounidense de Illinois. En el Censo de 2010 tenía una población de 1126 habitantes y una densidad poblacional de 100,45 personas por km².

## Geografía
Big Rock se encuentra ubicada en las coordenadas 41°46′0″N 88°31′35″O / 41.76667, -88.52639. Según la Oficina del Censo de los Estados Unidos, Big Rock tiene una superficie total de 11.21 km², de la cual 11.21 km² corresponden a tierra firme y (0%) 0 km² es agua.

## Demografía
Según el censo de 2010, había 1126 personas residiendo en Big Rock. La densidad de población era de 100,45 hab./km². De los 1126 habitantes, Big Rock estaba compuesto por el 96.98% blancos, el 0.71% eran afroamericanos, el 0.36% eran amerindios, el 0.18% eran asiáticos, el 0% eran isleños del Pacífico, el 0.27% eran de otras razas y el 1.51% pertenecían a dos o más razas. Del total de la población el 1.95% eran hispanos o latinos de cualquier raza.